# 만경대 암각서
만경대 암각서(萬景臺 巖刻書)는 대한민국 전북특별자치도 전주시 완산구 남고산성1길 33-31에 있는 만경대 남쪽 바위에 새겨진 글씨이다. 2009년 10월 30일 전주시의 향토문화유산 제1호로 지정되었다.

## 개요
만경대 남쪽 바위에는 '만경대(萬景臺)'라고 쓴 글씨와 정몽주가 지었다는 시가 새겨져 있다. 이 시는 포은 정몽주가 1380년(고려 우왕 6) 이성계의 종사관으로 운봉에서 황산대첩을 거두고 돌아가는 길에 이 곳에 올라 고려를 걱정하며 지은 시라고 한다.
이성계가 오목대 잔치에서 한고조 유방이 불렀다는 '대풍가(大風歌)'라는 노래를 불렀는데, 이는 마치 쓰러져 가는 고려왕조를 비웃는 듯하고, 또 자기의 웅대한 포부를 말하는 듯 하였다고 한다. 이를 듣고 있던 정몽주가 자리에서 박차고 일어나 홀로 말을 달려 만경대에 올라 시를 지었다고 한다. 이 시는 정몽주의 문집인 포은집과 신증동국여지승람 전주 산천조에도 실려 있다.

## 정몽주 우국시
千仞崗頭石逕橫 천길 바위머리 돌길로 돌고 돌아

登臨使我不勝情 홀로 다다르니 가슴 메는 근심이여

靑山隱約夫餘國 청산에 깊이 잠겨 맹서하던 부여국은

黃葉檳紛百濟城 누른 잎은 어지러이 백제성에 쌓였도다

九月高風愁客子 구월의 소슬바람에 나그네의 시름이 짙은데

百年豪氣誤書生 백년기상 호탕함이 서생을 그르쳤네

天涯日沒浮雲合  해는 지고 뜬 구름 뒤섞이는데

矯首無由望玉京 하염없이 고개들아 송도만 바라보네

## 같이 보기
- 정몽주
- 황산대첩
- 포은집
- 신증동국여지승람

## 참고 자료
- 만경대 암각서 - 전주시 문화유산